# Mevrouw Beer
Mevrouw Beer  (Engels: Mrs. Bear) is een fictieve berin uit een aantal verhalen die zich in het Duckstadse Bos afspelen.  
Mevrouw Beer is meestal erg vriendelijk en goedhartig. Zij is getrouwd met Bruin Beer en samen hebben ze twee zoontjes, Tjibbe en Tjobbe. Haar man heeft een grote tuin waarin hij onder andere worteltjes verbouwt. 
Mevrouw Beer is van beroep onderwijzeres. Ze geeft les in de klas waar Wolfje en de drie biggetjes en haar zoontjes les krijgen. Vroeger is ze ook de onderwijzeres van Midas Wolf geweest. 
Als Mevrouw Beer een worteltjestaart bakt die zij vervolgens voor het raam laat afkoelen, wordt de taart vaak gestolen door Broer Konijn.